# Nana (チェリスト)
Nana（ナナ）こと欧陽 娜娜（オーヤン・ナナ、繁体字: 歐陽娜娜、簡体字: 欧阳娜娜、ラテン文字: Nana Ouyang、2000年6月15日 - ）は、台湾台北市出身のチェリスト、歌手、女優である。バークリー音楽大学卒業。愛称は、娜比 (Nabi)、小娜比。
台湾の国家音楽庁でソリストとして演奏した最年少記録を持つ。
父は元俳優で台北市議会議員の欧陽龍（）、母は俳優の傅娟（）、姉は俳優の欧陽妮妮（）、妹はバイオリニスト・歌手の欧陽娣娣（）、伯母は歌手の欧陽菲菲（）。

## 略歴
5歳でピアノ、6歳でチェロを始める。13歳で米国のカーティス音楽院に入学した（芸能活動に集中するため2015年に休学し、のち中退）。
2014年、映画『北京愛情故事』に出演。2015年、映画『疾風スプリンター』に出演。12月18日、アルバム『15』で中国デビュー。
2016年2月4日、東京渋谷・白寿ホールで「日本デビューCD『Nana 15』発表コンサート」を開催。インタビューで「伯母（欧陽菲菲）は憧れの存在で、家族であることは光栄でもあり、プレッシャーでもある」と答えた。4月6日、アルバム『Nana 15』で日本デビュー。6月29日、東京・紀尾井ホールで「Nana デビュー・リサイタル」開催。
2017年6月、『是！尚先生』でドラマ初主演。16日、ディズニーソング・カヴァーアルバム『Cello Loves Disney』発表。12月4日、第6回ブレイクスルー賞受賞セレモニーに出演しパフォーマンスを披露した。
2018年9月に米国のバークリー音楽大学へ入学、コロナ禍での休学を挟みながら2024年5月に卒業した。
2019年3月21日、自身のFacebookで、「自分は中国人であると誇りを感じ、原籍も中国江西省にある」と投稿した。また、中国の国営テレビの番組で愛国ソングを披露するなど、中国寄りの姿勢は台湾で波紋を広げている。
2022年8月2日、ナンシー・ペロシアメリカ合衆国下院議長の台湾訪問に中国が反発するなか、微博で「中国は1つだけ」というハッシュタグを付け、「一つの中国」への支持を表明した。

## ディスコグラフィー

### アルバム
- 『15』（2015年12月18日）、日本版『NANA 15』（2016年4月6日）[注釈 1]
- 『Cello Loves Disney』（2017年6月16日）[注釈 2]
- 『Live Today』（2022年9月5日）
- 『The Star 初星』（2023年8月21日）

### ミニアルバム
- 『Love Letter』（2024年12月30日）

## ツアー
2010年
- 『十歳‧十穗 十手聯合音楽会』

5月2日 台北十方楽集音楽劇場
- 『欧陽娜娜十歳慈善音楽会』

8月8日 中油国光庁
2012年
- 『2012欧陽娜娜生日音楽会』

6月15日 台北中国文化大学表演庁
- 『欧陽娜娜 2012 大提琴独奏会Nana Ou-Yang 2012 Cello Recital』

6月28日 台北国家演奏庁
7月6日 台南浣莎永華館
7月8日 台中東海大学演奏庁
2013年
- 『欧陽娜娜 V.S 台北市紀青少年、少年管絃音団 協奏曲演出』

2月3日 新北市芸文中心演芸庁
- 『2013欧陽娜娜大提琴巡迴音楽会』

6月15日
- 『独奏会Cello & Piano』

6月7日 彰化員林演芸庁小劇場
6月13日 台北国家演奏庁
- 『Plus+哥哥妹妹MZ』

6月8日 台中市屯區芸文中心演芸庁
6月15日 台北新舞台
7月5日 高雄市音楽館
7月13日 花蓮県文化局演芸庁
- 『欧陽娜娜 V.S 台北市紀青年管絃音団 協奏曲演出』

8月2日  台北国家音楽庁
- 『欧陽娜娜 愛永遠 慈善音楽会』

12月29日 門諾医院恩慈楼
2014年
- 『欧陽娜娜 愛永遠 慈善音楽会』

1月4日 台北真理堂
- 『2014欧陽娜娜大提琴独奏会』

6月15日 台北国家音楽演奏庁
- 『印象波希米亞 欧陽娜娜 V.S  KSO 附設青少年交響音団 協奏曲演出』

7月13日 高雄大東文化芸術中心
- 『欧陽娜娜plus哥哥妹妹巡迴音楽会』

8月22日 台中中興堂
8月23日 高雄大東文化芸術中心
8月26日 台北国家音楽庁
- 『跨年音楽会v.s金澤市管弦音団』

12月31日 日本石川県立音楽堂
2015年
- 『大提琴慈善音楽会』

3月21日 SF foothill college smithwick theater
3月29日 Penn s.Tasa
4月11日 NJ basking ridge performing arts center
- 『風華絶代　向世紀天后致敬』

6月9日 台北中山堂
- 『15歳生日音楽会』

6月15日 台北中山堂
- 『音・慶典日 澳門青交18周年会慶音楽会』

6月29日 澳門文化中心綜合劇院
- 『Only & Nana大提琴巡迴独奏会』

7月2日 上海上海東方芸術中心
7月4日 深圳南山文体中心劇院
7月5日 北京国家大劇院
- 『2015大提琴巡迴音楽会』

8月19日 台北城市舞台
8月21日 台中中興堂
8月22日 大東文化芸術センター

## 主な出演作品

### 映画
| 年     | 作品                      | 役                   |
| ------ | ------------------------- | -------------------- |
| 2014年 | 北京愛情故事              | 劉星陽               |
| 2015年 | 疾風スプリンター          | 陳意蕎               |
| 2017年 | 美好人生                  | 星星                 |
| 2017年 | ポリス・ストーリー REBORN | ナンシー（シーシー） |
| 2021年 | 1921                      | 陶玄                 |

### 映画吹替
| 年     | 作品                         | 役                     |
| ------ | ---------------------------- | ---------------------- |
| 2010年 | 怪盗グルーの月泥棒           | 中国語版吹替: エディス |
| 2013年 | 怪盗グルーのミニオン危機一発 | 中国語版吹替: エディス |

### テレビドラマ
| 年     | 作品                            | 役   |
| ------ | ------------------------------- | ---- |
| 2020年 | 天帝の剣〜大主宰〜              | 洛璃 |
| 2024年 | 永安夢 〜君の涙には逆らえない〜 | 沈甄 |

### MV
- 「傷」（李代沫、アルバム『敏感者』収録）